# Пантов, Антон Дмитриевич
Антон Дмитриевич Пантов (род. 25 марта 1991, Павлодар) — казахстанский биатлонист.

## Карьера
А. Д. Пантов родился в Павлодаре. Его отец — Д. А. Пантов — знаменитый в прошлом
казахстанский биатлонист, мастер спорта Республики Казахстан международного класса, участник
Олимпиад 1994, 1998 и
2002 годов, — является личным тренером Антона. Вторым тренером является его мать -
В. В. Пантова. Также его тренером является Н. Н. Выдрин.
На международных соревнованиях выступает с 2008 года. Участник пяти молодёжных чемпионатов мира.
| Чемпионат       | Индивидуальная гонка | Спринт | Гонка преследования | Масс-старт | Эстафета |
| --------------- | -------------------- | ------ | ------------------- | ---------- | -------- |
| 2008 Рупольдинг | 63                   | 60     | 56                  |            | 20       |
| 2009 Кенмор     | 35                   | 17     | 24                  |            |          |
| 2010 Турсбю     | 24                   | 12     | 18                  |            | 11       |
| 2011 Нове-Место | 35                   | 35     | 46                  |            | 17       |
| 2012 Лахти      | 4                    | 31     | 25                  |            | 10       |

На чемпионате мира 2012 года в германском Рупольдинге
был лишь 75-м в спринте.
Чемпион Казахстана 2010 года.